# Turgayskaya Dolina
Turgayskaya Dolina (kazakiska: Torghay Zhylghasy) är en dal i Kazakstan. Den ligger i den centrala delen av landet, 500 km väster om huvudstaden Astana.